# Liste des guerres de la Lituanie
Cette liste regroupe les guerres et conflits ayant vu la participation de la Lituanie. Voici une légende facilitant la lecture de l'issue des guerres ci-dessous :
- Victoire lituanienne
- Défaite lituanienne
- Autre résultat (par exemple un traité ou une paix sans un résultat clair, un statu quo ante bellum, un résultat inconnu ou indécis)
- Conflit en cours

## Grand-duché de Lituanie
| Début | Fin  | Nom du conflit                                         | Belligérants | Belligérants                                                                             | Lieu                                           | Issue                       |
| Début | Fin  | Nom du conflit                                         | Alliés (y compris la Pologne) | Ennemis                                                                                  | Lieu                                           | Issue                       |
| ----- | ---- | ------------------------------------------------------ | --- | ---------------------------------------------------------------------------------------- | ---------------------------------------------- | --------------------------- |
| 1326  | 1332 | Guerre polono-teutonique                               | Royaume de Pologne Grand-duché de Lituanie Royaume de Hongrie                                                                                             | Ordre Teutonique Royaume de Bohême Mazovie                                               | Cujavie, Chelmo                                | Indécise                    |
| 1389  | 1392 | Guerre civile lituanienne                              | Royaume de Pologne Grand-duché de Lituanie | Samogitie Ordre Teutonique Principauté de Kiev                                           | Prusse, Lituanie                               | Victoire polono-lituanienne |
| 1395  | 1399 | Expéditions contre la Horde d'or                       | Royaume de Pologne Grand-duché de Lituanie Principauté de Moldavie Principauté de Valachie Ordre Teutonique Tokhtamych Principauté de Kiev                | Horde d'or                                                                               | Ukraine, Crimée, Mer noire, Territoires du Don | Victoire de la Horde d'or   |
| 1409  | 1411 | Guerre du royaume de Pologne contre l'ordre Teutonique | Royaume de Pologne Grand-duché de Lituanie | Ordre Teutonique Duché d'Œls Duché de Poméranie-Stettin Saint-Empire Royaume de Danemark | Côtes de la mer Baltique                       | Victoire polono-lituanienne |
| 1414  | 1414 | Guerre de la faim                                      | Royaume de Pologne Grand-duché de Lituanie | Ordre Teutonique                                                                         | État monastique des chevaliers teutoniques     | Victoire polono-lituanienne |
| 1422  | 1422 | Guerre de Gollub                                       | Royaume de Pologne Grand-duché de Lituanie Principauté de Moldavie                                                                                        | Ordre Teutonique                                                                         | Chelmo                                         | Victoire polono-lituanienne |
| 1431  | 1435 | Guerre polono-teutonique                               | Royaume de Pologne Principauté de Moldavie Duché de Słupsk Grand-duché de Lituanie (1435)                                                                 | Ordre Teutonique Grand-duché de Lituanie (1431-1432)                                     | État monastique des chevaliers teutoniques     | Victoire polonaise          |
| 1443  | 1444 | Bataille de Varna                                      | Royaume de Pologne Royaume de Hongrie Grand-duché de Lituanie Saint-Empire Principauté de Valachie États ponctificaux Ordre Teutonique Royaume de Croatie | Empire ottoman                                                                           | Varna                                          | Victoire ottomane           |

## République des Deux Nations
| Début        | Fin              | Nom du conflit                  | Belligérants | Belligérants | Lieu                                          | Issue                                      |
| Début        | Fin              | Nom du conflit                  | Alliés (y compris la Pologne) | Ennemis | Lieu                                          | Issue                                      |
| ------------ | ---------------- | ------------------------------- | --- | --- | --------------------------------------------- | ------------------------------------------ |
| 1558         | 1583             | Guerre de Livonie               | République des Deux Nations Confédération livonienne Danemark-Norvège Royaume de Suède Transylvanie                                                      | Tsarat de Russie Royaume de Livonie | Nord de l'Europe                              | Victoire de la république des deux nations |
| 1561         | 1570             | Guerre nordique de Sept ans     | République des Deux Nations Danemark-Norvège | Tsarat de Russie Royaume de Suède | Skandinavie, mer baltique                     | Indécise                                   |
| 1577         | 1582             | Campagne de Livonie             | République des Deux Nations Transylvanie | Tsarat de Russie | Livonie, Russie, Pologne                      | Victoire de la république des deux nations |
| 1587         | 1588             | Guerre de Succession de Pologne | Sigismond III Vasa | Maximilien III | Pologne                                       | Victoire de Sigismond Vasa                 |
| 1593         | 1617             | Guerre des magnats moldaves     | République des Deux Nations Principauté de Moldavie Cosaques zaporogues                                                                                  | Empire ottoman Khanat de Crimée | Moldavie                                      | Statu quo ante bellum                      |
| 1600         | 1611             | Guerre polono-suédoise          | République des Deux Nations | Royaume de Suède | Pays Baltes                                   | Victoire de la république des deux nations |
| 1605         | 1618             | Guerre polono-russe             | République des Deux Nations | Tsarat de Russie Royaume de Suède | Territoires russes et polono-lituaniens       | Victoire de la république des deux nations |
| 1617         | 1618             | Guerre polono-suédoise          | République des Deux Nations | Royaume de Suède | Livonie, Estonie                              | Indécise                                   |
| 1620         | 1621             | Guerre polono-turque            | République des Deux Nations Principauté de Moldavie Cosaques zaporogues                                                                                  | Empire ottoman Khanat de Crimée Principauté de Valachie                                                                                      | Ukraine, Moldavie                             | Victoire de la république des deux nations |
| 1626         | 1629             | Guerre polono-suédoise          | République des Deux Nations Saint-Empire | Royaume de Suède | Mer baltique, Prusse, Lettonie, Pologne       | Victoire suédoise                          |
| 1632         | 1634             | Guerre de Smolensk              | République des Deux Nations | Tsarat de Russie | Smolensk                                      | Victoire de la république des deux nations |
| 1633         | 1634             | Guerre polono-turque            | République des Deux Nations | Empire ottoman Principauté de Moldavie | Ukraine                                       | Victoire de la république des deux nations |
| 1648         | 1657             | Soulèvement de Khmelnytsky      | République des Deux Nations Principauté de Moldavie Principauté de Valachie Tsarat de Russie Saint-Empire Transylvanie Khanat de Crimée Danemark-Norvège | Hetmanat cosaque Principauté de Moldavie Principauté de Valachie Tsarat de Russie Transylvanie Brandebourg Royaume de Suède Khanat de Crimée | République des deux nations, Hetmanat cosaque | Indécise                                   |
| 1654         | 1667             | Guerre russo-polonaise          | République des Deux Nations Khanat de Crimée | Tsarat de Russie | République des deux nations                   | Victoire russe                             |
| 1655         | 1660             | Première guerre du Nord         | République des Deux Nations Danemark-Norvège Archiduché d'Autriche Tsarat de Russie Brandebourg Provinces-Unies                                          | Royaume de Suède Brandebourg Transylvanie Principauté de Valachie Principauté de Moldavie Hetmanat cosaque                                   | Danemark, Suède, république des Deux Nations  | Victoire de la république des deux nations |
| 1663         | 1664             | Guerre austro-turque            | Archiduché d'Autriche République des Deux Nations Royaume de Hongrie Saint-Empire Électorat de Saxe Brandebourg Électorat de Bavière Royaume de France   | Empire ottoman Khanat de Crimée | Hongrie                                       | Victoire des chrétiens                     |
| 1672         | 1676             | Guerre polono-cosaque-tatare    | République des Deux Nations Hetmanat cosaque | Empire ottoman | Ukraine                                       | Victoire ottomane                          |
| 1672         | 1676             | Guerre polono-turque            | République des Deux Nations Cosaques de Sobieski Principauté de Moldavie                                                                                 | Empire ottoman Khanat de Crimée Cosaques de Dorochenko Principauté de Valachie                                                               | Ukraine                                       | Victoire ottomane                          |
| 1700         | 1721             | Grande Guerre du Nord           | Tsarat de Russie Danemark-Norvège Électorat de Saxe Royaume de Prusse République des Deux Nations Empire britannique Principauté de Moldavie             | Royaume de Suède Empire ottoman République des Deux Nations Hetmanat cosaque Empire britannique Provinces-Unies                              | Europe                                        | Indécise                                   |
| 1733         | 1738             | Guerre de Succession de Pologne | Stanislas Leszczynski Royaume de France Royaume d'Espagne Royaume de Sardaigne Duché de Parme                                                            | Auguste III Empire russe Électorat de Saxe Royaume de Prusse Duché de Lorraine                                                               | Pologne, Rhénanie, Nord de l'Italie           | Victoire d'Auguste III en Pologne          |
| 18 mai 1792  | 27 juillet 1792  | Guerre russo-polonaise          | République des Deux Nations | Empire russe | République des deux nations                   | Victoire russe                             |
| 12 mars 1794 | 16 novembre 1794 | Insurrection de Kościuszko      | République des Deux Nations | Empire russe Monarchie de Habsbourg Royaume de Prusse                                                                                        | Pologne                                       | Victoire russe                             |
| Août 1794    | Décembre 1794    | Insurrection de Grande-Pologne  | République des Deux Nations | Royaume de Prusse | Pologne                                       | Victoire prussienne                        |

## Première République de Lituanie
| Début              | Fin             | Nom du conflit                      | Belligérants                                                       | Belligérants                                                                                    | Lieu              | Issue                |
| Début              | Fin             | Nom du conflit                      | Alliés (y compris la Lituanie)                                     | Ennemis                                                                                         | Lieu              | Issue                |
| ------------------ | --------------- | ----------------------------------- | ------------------------------------------------------------------ | ----------------------------------------------------------------------------------------------- | ----------------- | -------------------- |
| 12 décembre 1918   | 31 août 1919    | Guerre soviéto-lituanienne          | Lituanie Volontaires saxons                                        | RSFS de Russie RSS lituano-biélorusse                                                           | Lituanie          | Victoire lituanienne |
| 1er septembre 1920 | 7 octobre 1920  | Guerre polono-lituanienne           | République de Lituanie                                             | Pologne                                                                                         | Pologne, Lituanie | Victoire polonaise   |
| 10 janvier 1923    | 15 janvier 1923 | Révolte de Klaipėda                 | République de Lituanie Union des tireurs de Lituanie               | République française                                                                            | Memel,Lithuanie   | Victoire lituanienne |
| 15 juin 1940       | 6 août 1940     | Invasion soviétique des pays baltes | République de Lituanie République de Lettonie République d'Estonie | Union soviétique Parti communiste de Lituanie Parti communiste letton Parti communiste estonien | États Baltiques   | Victoire soviétique  |

## Seconde République de Lituanie
| Début           | Fin             | Nom du conflit             | Belligérants | Belligérants | Lieu            | Issue                 |
| Début           | Fin             | Nom du conflit             | Alliés (y compris la Lituanie) | Ennemis | Lieu            | Issue                 |
| --------------- | --------------- | -------------------------- | --- | --- | --------------- | --------------------- |
| 11 janvier 1991 | 25 janvier 1991 | Événements de janvier 1991 | Mouvement réformateur de Lituanie Front populaire letton Front populaire estonien | Union soviétique RSS de Lituanie RSS de Lettonie RSS d'Estonie | États Baltiques | Victoires baltes      |
| 7 octobre 2001  | 30 août 2021    | Guerre d’Afghanistan       | FIAS : Albanie Allemagne Australie Belgique Canada Croatie Danemark Espagne États-Unis France Italie Lituanie Norvège Nouvelle-Zélande Pakistan Pologne Portugal République tchèque Roumanie Royaume-Uni Suède Turquie | Taliban Réseau Haqqani Al-Qaïda Mouvement islamique d'Ouzbékistan Hezb-e-Islami Gulbuddin Lashkar-e-Toiba Jaish-e-Mohammed Hizbul Mujahideen (en) Tehrik-e-Taliban Pakistan | Afghanistan     | Victoire des talibans |